# 羽裂红景天
羽裂红景天（学名：Rhodiola pinnatifida），为景天科红景天属下的一个种。

## 扩展阅读
維基物種上的相關：羽裂红景天